# 張明文
張明文（1968年—），現任新北市教育局局長，國立花蓮師範學院國民教育研究所碩士、國立臺灣師範大學工業教育博士，曾任國小教師、桃園市政府教育局局長、中華民國教育部中等教育司司長、師資培育及藝術教育司司長，現任新北市教育局局長。

## 經歷
畢業於臺灣省立花蓮師範專科學校、國立花蓮師範學院國民教育研究所碩士、國立臺灣師範大學工業教育博士，曾任桃園崙坪、忠貞、頭洲國小教師，之後任職於台北縣政府教育局學管課課員。朱立倫擔任桃園縣縣長時期，被延攬為桃園市政府教育局副局長，並升任至教育局長，之後擔任中華民國教育部中等教育司司長、師資培育及藝術教育司司長，以及參事。2018年，侯友宜當選新北市市長後，出任新北市教育局局長。